# أبو أحمد الكويتي
أبو أحمد الكويتي (من مواليد 1978 - توفي في 2 مايو 2011) اسمه الحقيقي هو إبراهيم سعيد أحمد (المعروف أيضا باسم أبو أحمد، أرشد خان ومحمد أرشد) هو عضو باكستاني سابق في تنظيم القاعدة، ورفيق لأسامة بن لادن.
لم يكن كويتياً كما يوحي اسمه، فهو ينحدر من عرق البشتون، ويحمل الجنسية الباكستانية. واعتمد اسم الكويتي في اسمه لأن والديه الباكستانيين عاشا في الكويت. وفقا للوثائق السرية، كان واحدا من الرجال القليلين الذي يثق بهم أسامة بن لادن حتى قيل عنه انه «اليد اليمنى». كان يعيش مع بن لادن لعدة سنوات، وقتل بواسطة القوات البحرية الأمريكية في مايو 2011.